# Championnat d'Ouganda de football 1994
Navigation
Édition précédente Édition suivante
La saison 1994 du Championnat d'Ouganda de football est la vingt-cinquième édition du championnat de première division ougandais. Les équipes engagées sont regroupées au sein d'une poule unique où elles affrontent deux fois leurs adversaires, à domicile et à l'extérieur. En fin de saison, les trois derniers du classement sont relégués et remplacés par les trois meilleurs clubs de deuxième division.
C'est le Villa SC qui remporte la compétition cette saison après avoir terminé en tête du classement, avec deux points d'avance sur le tenant du titre, Express FC et seize sur Kampala City Council. C'est le neuvième titre de champion d'Ouganda de l'histoire du club.

## Participants
- Dairy Corp - Promu de D2
- State House FC - Promu de D2
- Villa SC
- Kampala City Council
- Nsambya Old Timers FC
- Uganda Electricity Board
- Express FC
- Coffee SC
- SCOUL FC - Promu de D2
- Entebbe Works FC - Promu de D2
- Miracle FC
- Arua Municipal Council FC
- Bell FC
- Uganda Commercial Bank FC
- Nile Breweries FC

## Compétition

### Classement
Le classement est établi sur le barème de points classique : victoire à 3 points, match nul à 1, défaite à 0.
| Rang | Équipe                    | Pts | J  | G  | N  | P  | Bp | Bc | Diff |
| ---- | ------------------------- | --- | -- | -- | -- | -- | -- | -- | ---- |
| 1    | Villa SC                  | 67  | 28 | 20 | 7  | 1  | 53 | 15 | +38  |
| 2    | Express FC'T'C            | 65  | 28 | 20 | 5  | 3  | 64 | 14 | +50  |
| 3    | Kampala City Council      | 51  | 28 | 14 | 9  | 5  | 45 | 22 | +23  |
| 4    | Nile Breweries FC         | 40  | 28 | 11 | 7  | 10 | 36 | 36 | 0    |
| 5    | Miracle FC                | 39  | 28 | 11 | 6  | 11 | 26 | 33 | -7   |
| 6    | Coffee SC                 | 38  | 28 | 10 | 8  | 10 | 39 | 38 | +1   |
| 7    | SCOUL FCP                 | 36  | 28 | 8  | 12 | 8  | 29 | 30 | -1   |
| 8    | Dairy Corp                | 33  | 28 | 8  | 9  | 11 | 33 | 31 | +2   |
| 9    | Nsambya Old Timers FC     | 32  | 28 | 8  | 8  | 12 | 26 | 30 | -4   |
| 10   | Uganda Electricity Board  | 32  | 28 | 8  | 8  | 12 | 19 | 28 | -9   |
| 11   | State House FCP           |     | 28 |    |    |    |    |    |      |
| 12   | Bell FC                   | 32  | 28 | 9  | 5  | 14 | 35 | 49 | -14  |
| 13   | Entebbe Works FCP         | 30  | 28 | 7  | 9  | 12 | 27 | 43 | -16  |
| 14   | Uganda Commercial Bank FC | 22  | 28 | 4  | 10 | 14 | 31 | 45 | -14  |
| 15   | Arua Municipal Council    | 14  | 28 | 2  | 8  | 18 | 16 | 72 | -56  |

|  | Qualification pour la Coupe des clubs champions africains 1995 et la Coupe CECAFA des clubs 1995 |
|  | Champion d'Ouganda 1994                                                                          |
|  | Qualification pour la Coupe de la CAF 1995                                                       |
|  | Relégation en deuxième division                                                                  |
|  | T : Tenant du titre C : Vainqueur de la Coupe d'Ouganda P : Promu de D2                          |

- Les résultats et le classement final de State House FC ne sont pas connus. Seul son maintien en première division est avéré. La raison de la relégation du Bell FC en lieu et place d'Entebbe Works FC est indéterminée.

## Bilan de la saison
| Championnat d'Ouganda de football 1994                             |                           |
| Champion                                                           | Villa SC (9e titre)       |
| Coupes et trophées                                                 |                           |
| Vainqueur de la Coupe d'Ouganda 1994                               | Express FC                |
| Qualifications continentales                                       |                           |
| Coupe des clubs champions africains 1995                           | Express FC                |
| Coupe d'Afrique des vainqueurs de coupe de football 1995           | Aucun                     |
| Coupe de la CAF 1995                                               | Kampala City Council      |
| Coupe CECAFA des clubs 1995                                        | Express FC                |
| Promotions et relégations                                          |                           |
| Promus en Championnat d'Ouganda de football                        | Posta FC                  |
| Promus en Championnat d'Ouganda de football                        | Villa International FC    |
| Promus en Championnat d'Ouganda de football                        | Mbale Heroes FC           |
| Relégués en Championnat d'Ouganda de football de deuxième division | Bell FC                   |
| Relégués en Championnat d'Ouganda de football de deuxième division | Uganda Commercial Bank FC |
| Relégués en Championnat d'Ouganda de football de deuxième division | Arua Municipal Council    |